# ليدي جين
ليدي جين (هانغل: 레이디 제인) هي مغنية كورية جنوبية، ولدت في 25 يوليو 1984 في دايغو في كوريا الجنوبية.

## وصلات خارجية
- ليدي جين على موقع ميوزك برينز (الإنجليزية)
- ليدي جين على موقع ميوزك برينز (الإنجليزية)
- ليدي جين على موقع ديسكوغز (الإنجليزية)